# トリニダード・トバゴの国章
トリニダード・トバゴの国章（トリニダード・トバゴのこくしょう）は、独立に伴い1962年にトリニダード・トバゴの人民を表現する象徴を選ぶために形成された委員会によってデザインされた。委員会は同国の著名なアーティストのカーライスル・チャン（Carlisle Chang）と後のデザイナーのジョージ・バイリー（George Bailey）を含んでいた。
2025年2月25日に国章のデザインが変更されたが、意匠の大部分は独立時のものを継承している。

## デザイン
シールドは国旗の複数の色（黒、赤、白）を持ち、国旗と同じ意味を持つ。シールド下部の意匠は同国発祥の楽器であるスティールパンを表している。シールドの上の二羽の鳥はハチドリである。トリニダードは十六種類以上の異なるハチドリが島に記録されているため、時々「ハチドリの地」と言及される。二匹の大きな鳥はスカーレット・アイビス（左）とコクリコ（右）であり、トリニダード・トバゴの国鳥である。鳥の下には国是の「我ら共に熱望し、我ら共に成し遂げる（Together We Aspire, Together We Achieve）」が記されている。

### 2025年の改訂

1962年から2025年までの国章

トリニダード・トバゴの国章は2025年に改訂され、シールド部分の意匠が変更された。それまではクリストファー・コロンブスが「新世界」への旅に使用したサンタ・マリア号、ニーニャ号、ピンタ号を表す三隻の金色の帆船が描かれていた。
2024年8月、トリニダード・トバゴ首相のキース・ローリーはシールドの三隻の帆船を「植民地時代の象徴」であるとして削除し、同国発祥の楽器であるスティールパンに置き換えることを発表した。改訂案の発表時期は当初9月下旬頃を予定しているとしていたが改訂に関する法案の準備が遅れ、2025年1月13日に法案が下院を通過して大まかなデザインが確定し、2月25日に改訂が承認された。